# Lagorchestes hirsutus
El ualabí liebre rojizo (Lagorchestes hirsutus), también denominado canguro liebre occidental y mala, es un pequeño mamífero marsupial de la familia Macropodidae que vive en Australia. Antiguamente estaba distribuido por toda la mitad occidental del continente australiano pero actualmente está confinado en algunas islas como la isla Bernier, la isla Dorre y otras pequeñas islas alrededor de Australia Occidental. Actualmente está clasificado como una especie vulnerable. y existen programas para reintroducirlo en el continente, en el desierto de Tanami en el Territorio del Norte.

## Descripción
El ualabí liebre rojizo es el más pequeño de los ualabíes liebre. Tiene el pelo gris rojizo. Es un animal solitario y nocturno que se alimenta de hierba, hojas y semillas.

## Taxonomía
La especie fue descrita científicamente por el zoólogo inglés John Gould (1844) en su obra The Mammals of Australia.
Cuatro de sus poblaciones se han descrito como subespecies. Se estima que la cantidad de individuos en las colonias insulares estaba entre 4.300 - 6.700 en 1994, dependiendo de las fluctuaciones debidas a las condiciones ambientales.
- Lagorchestes hirsutus hirsutus, al que pertenecía la población extinta del suroeste del continente australiano. Esta fue la variedad que fue descrita por John Gould en 1844, a partir de un espécimen recolectado cerca de York (Australia Occidenta).[1]

Dos posibles subespecies se encuentran restringidas a islas cerca de Australia Occidental:
- Lagorchestes hirsutus bernieri en la isla de Bernier.
- Lagorchestes hirsutus dorreae en la isla Dorre.
- Lagorchestes hirsutus reitroducida en el desierto de Tanami, a partir de ejemplares en cautividad y que se habían trasladado a la isla Trimouille, Dryandra Conservation Reserve y Bahía Shark.[1]